# Rondas clasificatorias de la Copa de la Reina de fútbol sala 2021
Las diferentes rondas clasificatorias de la Copa de la Reina de fútbol sala 2021 tuvo lugar del 19 de diciembre de 20120 hasta de mayo de 2021 con la final para decidir el equipo campeón de esta edición. Un total de 32 equipos participaron en estas rondas.

## Cuadro de Eliminatorias
|  | Dieciseisavos de final | Dieciseisavos de final | Dieciseisavos de final |                        |                        | Octavos de final       | Octavos de final | Octavos de final |   |                    | Cuartos de final   | Cuartos de final | Cuartos de final |  |                   | Semifinales       | Semifinales | Semifinales |  |                     | Final               | Final | Final |  |
|  |                        |                        |                        |                        |                        |                        |                  |                  |   |                    |                    |                  |                  |  |                   |                   |             |             |  |                     |                     |       |       |  |
|  |                        |                        |                        |                        |                        |                        |                  |                  |   |                    |                    |                  |                  |  |                   |                   |             |             |  |                     |                     |       |       |  |
|  |                        |                        |                        |                        |                        |                        |                  |                  |   |                    |                    |                  |                  |  |                   |                   |             |             |  |                     |                     |       |       |  |
|  |                        |                        |                        |                        |                        |                        |                  |                  |   |                    |                    |                  |                  |  |                   |                   |             |             |  |                     |                     |       |       |  |
|  |                        |                        |                        |                        |                        |                        |                  |                  |   |                    |                    |                  |                  |  |                   |                   |             |             |  |                     |                     |       |       |  |
|  |                        | Alcorcón               | Alcorcón               | 9                      |                        |                        |                  |                  |   |                    |                    |                  |                  |  |                   |                   |             |             |  |                     |                     |       |       |  |
|  |                        |                        |                        | 9                      |                        |                        |                  |                  |   |                    |                    |                  |                  |  |                   |                   |             |             |  |                     |                     |       |       |  |
|  |                        |                        | Leganés                | Leganés                | 1                      |                        |                  |                  |   |                    |                    |                  |                  |  |                   |                   |             |             |  |                     |                     |       |       |  |
|  | Cruz Villanovense      | Cruz Villanovense      | Leganés                | Leganés                | 1                      | 0                      |                  |                  |   |                    |                    |                  |                  |  |                   |                   |             |             |  |                     |                     |       |       |  |
|  | Cruz Villanovense      | Cruz Villanovense      |                        |                        |                        |                        |                  |                  |   |                    |                    |                  |                  |  |                   |                   |             |             |  |                     |                     |       |       |  |
|  | Leganés                | Leganés                | 7                      |                        |                        |                        |                  |                  |   |                    |                    |                  |                  |  |                   |                   |             |             |  |                     |                     |       |       |  |
|  | Leganés                | Leganés                | 7                      |                        |                        |                        |                  |                  |   | Alcorcón           | Alcorcón           | 2                |                  |  |                   |                   |             |             |  |                     |                     |       |       |  |
|  |                        |                        |                        |                        |                        |                        |                  |                  |   | Alcorcón           | Alcorcón           | 2                |                  |  |                   |                   |             |             |  |                     |                     |       |       |  |
|  |                        |                        | Univ. de Alicante      | Univ. de Alicante      | 6                      |                        |                  |                  |   |                    |                    |                  |                  |  |                   |                   |             |             |  |                     |                     |       |       |  |
|  | Alcantarilla           | Alcantarilla           | Univ. de Alicante      | Univ. de Alicante      | 6                      | 2                      |                  |                  |   |                    |                    |                  |                  |  |                   |                   |             |             |  |                     |                     |       |       |  |
|  | Alcantarilla           | Alcantarilla           |                        |                        |                        |                        |                  |                  |   |                    |                    |                  |                  |  |                   |                   |             |             |  |                     |                     |       |       |  |
|  | Roldán                 | Roldán                 | 4                      |                        |                        |                        |                  |                  |   |                    |                    |                  |                  |  |                   |                   |             |             |  |                     |                     |       |       |  |
|  | Roldán                 | Roldán                 | 4                      |                        | Roldán                 | Roldán                 | 1                |                  |   |                    |                    |                  |                  |  |                   |                   |             |             |  |                     |                     |       |       |  |
|  |                        |                        |                        |                        | Roldán                 | Roldán                 | 1                |                  |   |                    |                    |                  |                  |  |                   |                   |             |             |  |                     |                     |       |       |  |
|  |                        |                        | Univ. de Alicante      | Univ. de Alicante      | 3                      |                        |                  |                  |   |                    |                    |                  |                  |  |                   |                   |             |             |  |                     |                     |       |       |  |
|  | Joventut d'Elx         | Joventut d'Elx         | Univ. de Alicante      | Univ. de Alicante      | 3                      | 0                      |                  |                  |   |                    |                    |                  |                  |  |                   |                   |             |             |  |                     |                     |       |       |  |
|  | Joventut d'Elx         | Joventut d'Elx         |                        |                        |                        |                        |                  |                  |   |                    |                    |                  |                  |  |                   |                   |             |             |  |                     |                     |       |       |  |
|  | Univ. de Alicante      | Univ. de Alicante      | 5                      |                        |                        |                        |                  |                  |   |                    |                    |                  |                  |  |                   |                   |             |             |  |                     |                     |       |       |  |
|  | Univ. de Alicante      | Univ. de Alicante      | 5                      |                        |                        |                        |                  |                  |   |                    |                    |                  |                  |  | Univ. de Alicante | Univ. de Alicante | 2           |             |  |                     |                     |       |       |  |
|  |                        |                        |                        |                        |                        |                        |                  |                  |   |                    |                    |                  |                  |  | Univ. de Alicante | Univ. de Alicante | 2           |             |  |                     |                     |       |       |  |
|  |                        |                        | Torreblanca Melilla    | Torreblanca Melilla    | 7                      |                        |                  |                  |   |                    |                    |                  |                  |  |                   |                   |             |             |  |                     |                     |       |       |  |
|  | Feme Castellón         | Feme Castellón         | Torreblanca Melilla    | Torreblanca Melilla    | 7                      | 2                      |                  |                  |   |                    |                    |                  |                  |  |                   |                   |             |             |  |                     |                     |       |       |  |
|  | Feme Castellón         | Feme Castellón         |                        |                        |                        |                        |                  |                  |   |                    |                    |                  |                  |  |                   |                   |             |             |  |                     |                     |       |       |  |
|  | Xaloc Alicante         | Xaloc Alicante         | 1                      |                        |                        |                        |                  |                  |   |                    |                    |                  |                  |  |                   |                   |             |             |  |                     |                     |       |       |  |
|  | Xaloc Alicante         | Xaloc Alicante         | 1                      |                        | Feme Castellón         | Feme Castellón         | 0                |                  |   |                    |                    |                  |                  |  |                   |                   |             |             |  |                     |                     |       |       |  |
|  |                        |                        |                        |                        | Feme Castellón         | Feme Castellón         | 0                |                  |   |                    |                    |                  |                  |  |                   |                   |             |             |  |                     |                     |       |       |  |
|  |                        |                        | Penya Esplugues        | Penya Esplugues        | 2                      |                        |                  |                  |   |                    |                    |                  |                  |  |                   |                   |             |             |  |                     |                     |       |       |  |
|  | Caldes                 | Caldes                 | Penya Esplugues        | Penya Esplugues        | 2                      | 0                      |                  |                  |   |                    |                    |                  |                  |  |                   |                   |             |             |  |                     |                     |       |       |  |
|  | Caldes                 | Caldes                 |                        |                        |                        |                        |                  |                  |   |                    |                    |                  |                  |  |                   |                   |             |             |  |                     |                     |       |       |  |
|  | Penya Esplugues        | Penya Esplugues        | 4                      |                        |                        |                        |                  |                  |   |                    |                    |                  |                  |  |                   |                   |             |             |  |                     |                     |       |       |  |
|  | Penya Esplugues        | Penya Esplugues        | 4                      |                        |                        |                        |                  |                  |   | Penya Esplugues    | Penya Esplugues    | 3                |                  |  |                   |                   |             |             |  |                     |                     |       |       |  |
|  |                        |                        |                        |                        |                        |                        |                  |                  |   | Penya Esplugues    | Penya Esplugues    | 3                |                  |  |                   |                   |             |             |  |                     |                     |       |       |  |
|  |                        |                        | Torreblanca Melilla    | Torreblanca Melilla    | 5                      |                        |                  |                  |   |                    |                    |                  |                  |  |                   |                   |             |             |  |                     |                     |       |       |  |
|  | San Fernando           | San Fernando           | Torreblanca Melilla    | Torreblanca Melilla    | 5                      | 3                      |                  |                  |   |                    |                    |                  |                  |  |                   |                   |             |             |  |                     |                     |       |       |  |
|  | San Fernando           | San Fernando           |                        |                        |                        |                        |                  |                  |   |                    |                    |                  |                  |  |                   |                   |             |             |  |                     |                     |       |       |  |
|  | Teldeportivo           | Teldeportivo           | 0                      |                        |                        |                        |                  |                  |   |                    |                    |                  |                  |  |                   |                   |             |             |  |                     |                     |       |       |  |
|  | Teldeportivo           | Teldeportivo           | 0                      |                        | San Fernando           | San Fernando           | 1                |                  |   |                    |                    |                  |                  |  |                   |                   |             |             |  |                     |                     |       |       |  |
|  |                        |                        |                        |                        | San Fernando           | San Fernando           | 1                |                  |   |                    |                    |                  |                  |  |                   |                   |             |             |  |                     |                     |       |       |  |
|  |                        |                        | Torreblanca Melilla    | Torreblanca Melilla    | 6                      |                        |                  |                  |   |                    |                    |                  |                  |  |                   |                   |             |             |  |                     |                     |       |       |  |
|  | Guadalcacín            | Guadalcacín            | Torreblanca Melilla    | Torreblanca Melilla    | 6                      | 0                      |                  |                  |   |                    |                    |                  |                  |  |                   |                   |             |             |  |                     |                     |       |       |  |
|  | Guadalcacín            | Guadalcacín            |                        |                        |                        |                        |                  |                  |   |                    |                    |                  |                  |  |                   |                   |             |             |  |                     |                     |       |       |  |
|  | Torreblanca Melilla    | Torreblanca Melilla    | 5                      |                        |                        |                        |                  |                  |   |                    |                    |                  |                  |  |                   |                   |             |             |  |                     |                     |       |       |  |
|  | Torreblanca Melilla    | Torreblanca Melilla    | 5                      |                        |                        |                        |                  |                  |   |                    |                    |                  |                  |  |                   |                   |             |             |  | Torreblanca Melilla | Torreblanca Melilla | 1     |       |  |
|  |                        |                        |                        |                        |                        |                        |                  |                  |   |                    |                    |                  |                  |  |                   |                   |             |             |  | Torreblanca Melilla | Torreblanca Melilla | 1     |       |  |
|  |                        |                        | Burela                 | Burela                 | 3                      |                        |                  |                  |   |                    |                    |                  |                  |  |                   |                   |             |             |  |                     |                     |       |       |  |
|  | Marín Futsal           | Marín Futsal           | Burela                 | Burela                 | 3                      | 3                      |                  |                  |   |                    |                    |                  |                  |  |                   |                   |             |             |  |                     |                     |       |       |  |
|  | Marín Futsal           | Marín Futsal           |                        |                        |                        |                        |                  |                  |   |                    |                    |                  |                  |  |                   |                   |             |             |  |                     |                     |       |       |  |
|  | Viaxes Amarelle        | Viaxes Amarelle        | 3                      |                        |                        |                        |                  |                  |   |                    |                    |                  |                  |  |                   |                   |             |             |  |                     |                     |       |       |  |
|  | Viaxes Amarelle        | Viaxes Amarelle        | 3                      |                        | Marín Futsal           | Marín Futsal           | 2                |                  |   |                    |                    |                  |                  |  |                   |                   |             |             |  |                     |                     |       |       |  |
|  |                        |                        |                        |                        | Marín Futsal           | Marín Futsal           | 2                |                  |   |                    |                    |                  |                  |  |                   |                   |             |             |  |                     |                     |       |       |  |
|  |                        |                        | Burela                 | Burela                 | 5                      |                        |                  |                  |   |                    |                    |                  |                  |  |                   |                   |             |             |  |                     |                     |       |       |  |
|  |                        |                        | Burela                 | Burela                 | 5                      |                        |                  |                  |   |                    |                    |                  |                  |  |                   |                   |             |             |  |                     |                     |       |       |  |
|  |                        |                        |                        |                        |                        |                        |                  |                  |   |                    |                    |                  |                  |  |                   |                   |             |             |  |                     |                     |       |       |  |
|  |                        |                        |                        |                        |                        |                        |                  |                  |   |                    |                    |                  |                  |  |                   |                   |             |             |  |                     |                     |       |       |  |
|  |                        |                        |                        |                        |                        |                        | Burela           | Burela           | 9 |                    |                    |                  |                  |  |                   |                   |             |             |  |                     |                     |       |       |  |
|  |                        |                        |                        |                        |                        |                        |                  |                  | 9 |                    |                    |                  |                  |  |                   |                   |             |             |  |                     |                     |       |       |  |
|  |                        |                        | Ourense Envialia       | Ourense Envialia       | 2                      |                        |                  |                  |   |                    |                    |                  |                  |  |                   |                   |             |             |  |                     |                     |       |       |  |
|  | Valdetires Ferrol      | Valdetires Ferrol      | Ourense Envialia       | Ourense Envialia       | 2                      | 1                      |                  |                  |   |                    |                    |                  |                  |  |                   |                   |             |             |  |                     |                     |       |       |  |
|  | Valdetires Ferrol      | Valdetires Ferrol      |                        |                        |                        |                        |                  |                  |   |                    |                    |                  |                  |  |                   |                   |             |             |  |                     |                     |       |       |  |
|  | Poio                   | Poio                   | 2                      |                        |                        |                        |                  |                  |   |                    |                    |                  |                  |  |                   |                   |             |             |  |                     |                     |       |       |  |
|  | Poio                   | Poio                   | 2                      |                        | Poio                   | Poio                   | 3                |                  |   |                    |                    |                  |                  |  |                   |                   |             |             |  |                     |                     |       |       |  |
|  |                        |                        |                        |                        | Poio                   | Poio                   | 3                |                  |   |                    |                    |                  |                  |  |                   |                   |             |             |  |                     |                     |       |       |  |
|  |                        |                        | Ourense Envialia       | Ourense Envialia       | 3                      |                        |                  |                  |   |                    |                    |                  |                  |  |                   |                   |             |             |  |                     |                     |       |       |  |
|  | Cidade As Burgas       | Cidade As Burgas       | Ourense Envialia       | Ourense Envialia       | 3                      | 2                      |                  |                  |   |                    |                    |                  |                  |  |                   |                   |             |             |  |                     |                     |       |       |  |
|  | Cidade As Burgas       | Cidade As Burgas       |                        |                        |                        |                        |                  |                  |   |                    |                    |                  |                  |  |                   |                   |             |             |  |                     |                     |       |       |  |
|  | Ourense Envialia       | Ourense Envialia       | 9                      |                        |                        |                        |                  |                  |   |                    |                    |                  |                  |  |                   |                   |             |             |  |                     |                     |       |       |  |
|  | Ourense Envialia       | Ourense Envialia       | 9                      |                        |                        |                        |                  |                  |   |                    |                    |                  |                  |  | Burela            | Burela            | 1           |             |  |                     |                     |       |       |  |
|  |                        |                        |                        |                        |                        |                        |                  |                  |   |                    |                    |                  |                  |  | Burela            | Burela            | 1           |             |  |                     |                     |       |       |  |
|  |                        |                        | Futsi At. Navalcarnero | Futsi At. Navalcarnero | 0                      |                        |                  |                  |   |                    |                    |                  |                  |  |                   |                   |             |             |  |                     |                     |       |       |  |
|  | Colmenarejo            | Colmenarejo            | Futsi At. Navalcarnero | Futsi At. Navalcarnero | 0                      | 5                      |                  |                  |   |                    |                    |                  |                  |  |                   |                   |             |             |  |                     |                     |       |       |  |
|  | Colmenarejo            | Colmenarejo            |                        |                        |                        |                        |                  |                  |   |                    |                    |                  |                  |  |                   |                   |             |             |  |                     |                     |       |       |  |
|  | Sala Zaragoza          | Sala Zaragoza          | 6                      |                        |                        |                        |                  |                  |   |                    |                    |                  |                  |  |                   |                   |             |             |  |                     |                     |       |       |  |
|  | Sala Zaragoza          | Sala Zaragoza          | 6                      |                        | Sala Zaragoza          | Sala Zaragoza          | 1                |                  |   |                    |                    |                  |                  |  |                   |                   |             |             |  |                     |                     |       |       |  |
|  |                        |                        |                        |                        | Sala Zaragoza          | Sala Zaragoza          | 1                |                  |   |                    |                    |                  |                  |  |                   |                   |             |             |  |                     |                     |       |       |  |
|  |                        |                        | Intersala Promesas     | Intersala Promesas     | 3                      |                        |                  |                  |   |                    |                    |                  |                  |  |                   |                   |             |             |  |                     |                     |       |       |  |
|  | Txantrea               | Txantrea               | Intersala Promesas     | Intersala Promesas     | 3                      | 1                      |                  |                  |   |                    |                    |                  |                  |  |                   |                   |             |             |  |                     |                     |       |       |  |
|  | Txantrea               | Txantrea               |                        |                        |                        |                        |                  |                  |   |                    |                    |                  |                  |  |                   |                   |             |             |  |                     |                     |       |       |  |
|  | Intersala Promesas     | Intersala Promesas     | 2                      |                        |                        |                        |                  |                  |   |                    |                    |                  |                  |  |                   |                   |             |             |  |                     |                     |       |       |  |
|  | Intersala Promesas     | Intersala Promesas     | 2                      |                        |                        |                        |                  |                  |   | Intersala Promesas | Intersala Promesas | 2                |                  |  |                   |                   |             |             |  |                     |                     |       |       |  |
|  |                        |                        |                        |                        |                        |                        |                  |                  |   | Intersala Promesas | Intersala Promesas | 2                |                  |  |                   |                   |             |             |  |                     |                     |       |       |  |
|  |                        |                        | Futsi At. Navalcarnero | Futsi At. Navalcarnero | 6                      |                        |                  |                  |   |                    |                    |                  |                  |  |                   |                   |             |             |  |                     |                     |       |       |  |
|  | Almagro                | Almagro                | Futsi At. Navalcarnero | Futsi At. Navalcarnero | 6                      | 0                      |                  |                  |   |                    |                    |                  |                  |  |                   |                   |             |             |  |                     |                     |       |       |  |
|  | Almagro                | Almagro                |                        |                        |                        |                        |                  |                  |   |                    |                    |                  |                  |  |                   |                   |             |             |  |                     |                     |       |       |  |
|  | Futsi At. Navalcarnero | Futsi At. Navalcarnero | 5                      |                        |                        |                        |                  |                  |   |                    |                    |                  |                  |  |                   |                   |             |             |  |                     |                     |       |       |  |
|  | Futsi At. Navalcarnero | Futsi At. Navalcarnero | 5                      |                        | Futsi At. Navalcarnero | Futsi At. Navalcarnero | 4                |                  |   |                    |                    |                  |                  |  |                   |                   |             |             |  |                     |                     |       |       |  |
|  |                        |                        |                        |                        | Futsi At. Navalcarnero | Futsi At. Navalcarnero | 4                |                  |   |                    |                    |                  |                  |  |                   |                   |             |             |  |                     |                     |       |       |  |
|  |                        |                        | Móstoles               | Móstoles               | 1                      |                        |                  |                  |   |                    |                    |                  |                  |  |                   |                   |             |             |  |                     |                     |       |       |  |
|  | Rayo Majadahonda       | Rayo Majadahonda       | Móstoles               | Móstoles               | 1                      | 3                      |                  |                  |   |                    |                    |                  |                  |  |                   |                   |             |             |  |                     |                     |       |       |  |
|  | Rayo Majadahonda       | Rayo Majadahonda       |                        |                        |                        |                        |                  |                  |   |                    |                    |                  |                  |  |                   |                   |             |             |  |                     |                     |       |       |  |
|  | Móstoles               | Móstoles               | 6                      |                        |                        |                        |                  |                  |   |                    |                    |                  |                  |  |                   |                   |             |             |  |                     |                     |       |       |  |
|  | Móstoles               | Móstoles               | 6                      |                        |                        |                        |                  |                  |   |                    |                    |                  |                  |  |                   |                   |             |             |  |                     |                     |       |       |  |
|  |                        |                        |                        |                        |                        |                        |                  |                  |   |                    |                    |                  |                  |  |                   |                   |             |             |  |                     |                     |       |       |  |

## Dieciseisavos de final
Disputaron la primera ronda del torneo los 30 equipos (excepto los dos club exentos) de Primera y Segunda. El sorteo se celebró el 3 de diciembre de 2020 en la Ciudad del Fútbol de Las Rozas. La eliminatoria se jugó a partido único el 19 de diciembre de 2020, en el pabellón del club de menor categoría.

### Cuadro
| Local                              | Resultado    | Visitante                         |
| ---------------------------------- | ------------ | --------------------------------- |
| AD Alcorcón FSF                    | Exento       |                                   |
| Pescados Rubén Burela FS           | Exento       |                                   |
| CN Caldes                          | 0–4          | AE Penya Esplugues                |
| UDC Txantrea KKE                   | 1–2          | Intersala Promeses                |
| Colmenarejo Futsal                 | 5–6          | AD Sala Zaragoza FS               |
| CFS Femenino San Fernando          | 3–0          | AD Club Teldeportivo              |
| Feme Sala Castellón CFS            | 2–1          | Xaloc Alicante FS                 |
| FSF Joventut d'Elx                 | 0–5          | Universidad de Alicante FSF       |
| La Boca te Lia Futsal Alcantarilla | 2–4          | STV Roldán                        |
| Guadalcacín FS CD                  | 0–5          | Melilla Sport Capital Torreblanca |
| UD La Cruz Villanovense            | 0–7          | CD Leganés FS                     |
| CDB Almagro FS                     | 0–5          | CD Futsi Atlético Navalcarnero    |
| Rayo Majadahonda FSF/Afar4         | 3–6          | FSF Móstoles                      |
| Marín Futsal                       | 3–3 (3:2 p.) | Viaxes Amarelle FS                |
| Cidade de As Burgas GLS            | 2–9          | Ourense CF Envialia               |
| Valdetires Ferrol FSF              | 1–2          | Poio Pescamar FS                  |

### Partidos

#### Caldes - Esplugues
| 19 de diciembre de 2020, 19:00 (UTC+1) | CN Caldes | 0:4 (0:3) | AE Penya Esplugues                                       | Bugaray, Caldas de Montbui |  |
|                                        |           |           | Clara Rivera 6' · Irina 15' · Ruth 18' · Pilar Ribes 38' |                            |  |

#### Txantrea - Intersala Promesas
| 19 de diciembre de 2020, 16:00 (UTC+1) | UDC Txantrea KKE | 1:2 (1:1) | Intersala Promeses          | Arrosadia, Pamplona |  |
|                                        | Yari 11'         | Reporte   | Titina 11' · Cyn Romano 30' |                     |  |

#### Colmenarejo - Sala Zaragoza
| 19 de diciembre de 2020, 17:30 (UTC+1) | Colmenarejo Futsal                                                 | 5:6 (3:5) | AD Sala Zaragoza FS                                            | Príncipe de Asturias, Colmenarejo |  |
|                                        | Lidia 1' · Orive 2' · Desi 13' · Martita 38' · Sandra Vadillos 40' | Reporte   | Jennifer Souza 6' 8' 15' · Livia 16' 17' · Rafinha Nicacio 23' |                                   |  |

#### San Fernando - Teldeportivo
| 19 de diciembre de 2020, 19:00 (UTC+1) | CFS Femenino San Fernando           | 3:0 (1:0) | AD Club Teldeportivo | Justo Gómez Salto, San Fernando de Henares |  |
|                                        | Laura 1' · Casado 24' · Claudia 39' | Reporte   |                      |                                            |  |

#### Feme Castellón - Xaloc Alicante
| 19 de diciembre de 2020, 18:00 (UTC+1) | Feme Sala Castellón CFS | 2:1 (0:1) | Xaloc Alicante FS | Chencho, Castellón de la Plana |                             |
|                                        | Carlota 34' · Sara 36'  |           | Mayte Utrillas 6' | Asistencia: 50 espectadores    | Asistencia: 50 espectadores |

#### Joventut d'Elx - Universidad de Alicante
| 23 de diciembre de 2020, 19:30 (UTC+1) | FSF Joventut d'Elx | 0:5 (0:3) | Universidad de Alicante FSF                                                   | Esperanza Lag, Elche                                               |                                                                    |
|                                        |                    | Reporte   | Raquelilla 1' · Elenita 11' · Rocío Gómez 15' · Ángela Mingot 26' · Melli 26' | Asistencia: 150 espectadores Árbitro(s): Pedro Salas Javier Andreu | Asistencia: 150 espectadores Árbitro(s): Pedro Salas Javier Andreu |

#### Alcantarilla - Roldán
| 20 de diciembre de 2020, 18:00 (UTC+1) | La Boca te Lia Futsal Alcantarilla | 2:4 (1:2) | STV Roldán                                                                    | Jara Carrillo, Alcantarilla                 |                                             |
|                                        | Marian 12' · Miriam Zamora 22'     | Reporte   | Mariángeles 2' · Marta Pelegrín 20' · Ángela Górriz 27' · Miriam Zamora 31' · | Árbitro(s): Hidalgo Marín Martínez Martínez | Árbitro(s): Hidalgo Marín Martínez Martínez |

#### Guadalcacín - Torreblanca Melilla
| 19 de diciembre de 2020, 19:00 (UTC+1) | Guadalcacín FS CD | 0:5 (0:4) | Melilla Sport Capital Torreblanca                            | Municipal de Guadalcacín, Jerez de la Frontera |                            |
|                                        |                   | Reporte   | Bia 5' 13' · Thaís 15' · Emily Marcodes 16' · María Soto 36' | Asistencia: 0 espectadores                     | Asistencia: 0 espectadores |

#### Cruz Villanovense - Leganés
| 19 de diciembre de 2020, 11:30 (UTC+1) | UD La Cruz Villanovense | 0:7 (0:4) | CD Leganés FS                              | José Manuel Calderón, Villanueva de la Serena                                      |                                                                                    |
|                                        |                         | Reporte   | Puche 7' 13' · Chuli 9' · Guti 26' 38' 40' | Asistencia: 0 espectadores Árbitro(s): Javier Cidoncha Cortés Sergio Salomé Vizute | Asistencia: 0 espectadores Árbitro(s): Javier Cidoncha Cortés Sergio Salomé Vizute |

#### Almagro - Futsi Atlético Navalcarnero
| 19 de diciembre de 2020, 19:00 (UTC+1) | CDB Almagro FS | 0:5 (0:4) | CD Futsi Atlético Navalcarnero                                         | Gemma Arenas, Almagro                  |                                        |
|                                        |                | Reporte   | Leti 3' · Anita Luján 13' · Ame Romero 14' · Becha 17' · Nerea Rey 39' | Árbitro(s): Romero Candela Blas Alonso | Árbitro(s): Romero Candela Blas Alonso |

#### Rayo Majadahonda - Móstoles
| 19 de diciembre de 2020, 18:00 (UTC+1) | Rayo Majadahonda FSF/Afar4    | 3:6 (2:3) | FSF Móstoles                                                                | La Granadilla, Majadahonda |                            |
|                                        | Coral 4' · Pitu 6' · Cels 32' | Reporte   | Benete 4' · Celia 10' 13' · Inma 30' · Sara Santos 40' · Patri Chamorro 40' | Asistencia: 0 espectadores | Asistencia: 0 espectadores |

#### Marín - Viaxes Amarelle
| 19 de diciembre de 2020, 17:00 (UTC+1)                                  | Marín Futsal                       | 3:3 (1:1) (t. s.)(3:2 p.)  | Viaxes Amarelle FS                                        | A Raña, Marín                                                      |                                                                    |
|                                                                         | Kun 5' · Kiko 32' · Marta Gago 43' | Reporte                    | Cris Loures 2' · Lau Doce 40' · María Gómez 41'           | Asistencia: 0 espectadores Árbitro(s): Menéndez Nistal Vilas López | Asistencia: 0 espectadores Árbitro(s): Menéndez Nistal Vilas López |
|                                                                         |                                    | Tiros desde el punto penal |                                                           |                                                                    |                                                                    |
|                                                                         | Marta Gago · Kiko · Pau · Kun      |                            | Anna Escribano · Yaiza · Lau Doce · Candela · María Gómez |                                                                    |                                                                    |
| Se clasifica el Marín Futsal después de disputar una tanda de penaltis. |                                    |                            |                                                           |                                                                    |                                                                    |

#### Cidade As Burgas - Ourense Envialia
| 19 de diciembre de 2020, 17:00 (UTC+1) | Cidade de As Burgas GLS | 2:9 (0:4) | Ourense CF Envialia                                                                                      | Paco Paz, Orense                                |                                                 |
|                                        | Fara 33' · Sol 39'      | Reporte   | Marta Figueiredo 5' 10' · Carmen Carballada 13' 40' · Laura Uña 14' 33' · Iria Saeta 28' · María 29' 36' | Árbitro(s): José Manuel Carreira Rubén Ferreiro | Árbitro(s): José Manuel Carreira Rubén Ferreiro |

#### Valdetires Ferrol - Poio Pescamar
| 23 de diciembre de 2020, 20:00 (UTC+1) | Valdetires Ferrol FSF | 1:2 (0:0) | Poio Pescamar FS            | A Malata, Ferrol           |                            |
|                                        | Erika 28'             | Reporte   | Irene García 27' · Luci 38' | Asistencia: 0 espectadores | Asistencia: 0 espectadores |

## Octavos de final

### Cuadro
| Local                          | Resultado    | Visitante                         |
| ------------------------------ | ------------ | --------------------------------- |
| Feme Sala Castellón CFS        | 0–2          | AE Penya Esplugues                |
| AD Sala Zaragoza FS            | 1–3          | Intersala Promeses                |
| Marín Futsal                   | 2–5          | Pescados Rubén Burela FS          |
| Poio Pescamar FS               | 3–3 (3:4 p.) | Ourense CF Envialia               |
| CD Futsi Atlético Navalcarnero | 4–1          | FSF Móstoles                      |
| AD Alcorcón FSF                | 9–1          | CD Leganés FS                     |
| CFS Femenino San Fernando      | 1–6          | Melilla Sport Capital Torreblanca |
| STV Roldán                     | 1–3          | Universidad de Alicante FSF       |

### Partidos

#### Feme Castellón - Esplugues
| 8 de enero de 2021, 20:45 (UTC+1) | Feme Sala Castellón CFS | 0:2 (0:1) | AE Penya Esplugues              | Chencho, Castellón de la Plana            |                                           |
|                                   |                         | Reporte   | Martita 10' · Pilar Ribes 28' · | Árbitro(s): Emilio Bernabéu Toni Barberán | Árbitro(s): Emilio Bernabéu Toni Barberán |

#### Sala Zaragoza - Intersala Promesas
| 4 de febrero de 2021, 20:00 (UTC+1) | AD Sala Zaragoza FS | 1:3 (1:2) | Intersala Promesas                                | Siglo XXI, Zaragoza        |                            |
|                                     | Ana Sanz 4'         | Reporte   | Sandra Alamán 10' · Lucepi 17' · Marta García 38' | Asistencia: 0 espectadores | Asistencia: 0 espectadores |

#### Marín - Burela
| 7 de enero de 2021, 20:30 (UTC+1) | Marín Futsal       | 2:5 (1:1) | Pescados Rubén Burela FS                                    | A Raña, Marín                                                      |                                                                    |
|                                   | Cami 8' · Café 30' | Reporte   | Cilene 17' · Cristina Pérez 27' · Cami 31' · Ale de Paz 34' | Asistencia: 0 espectadores Árbitro(s): Dacal Deza Pinilla Boullosa | Asistencia: 0 espectadores Árbitro(s): Dacal Deza Pinilla Boullosa |

#### Poio Pescamar - Ourense Envialia
| 4 de enero de 2021, 20:00 (UTC+1)                                              | Poio Pescamar FS                                                          | 3:3 (1:1) (t. s.)(3:4 p.)  | Ourense CF Envialia                                                  | A Seca, Poyo                        |                                     |
|                                                                                | Dani Sousa 14' · Iraia 26' · Ana Rivera 26'                               | Reporte                    | Iria Saeta 14' 39' · Jenni Lores 28'                                 | Árbitro(s): Amor Vizoso Pérez Muñiz | Árbitro(s): Amor Vizoso Pérez Muñiz |
|                                                                                |                                                                           | Tiros desde el punto penal |                                                                      |                                     |                                     |
|                                                                                | Dani Sousa · Antía Pérez · Irene García · Clara Rodríguez · Iraia Arbeloa |                            | Laura Uña · Judith Pedreira · María Arias · Iria Saeta · Jenni Lores |                                     |                                     |
| Se clasifica el Ourense CF Envialia después de disputar una tanda de penaltis. |                                                                           |                            |                                                                      |                                     |                                     |

#### Futsi Atlético Navalcarnero - Móstoles
| 4 de febrero de 2021, 19:45 (UTC+1) | CD Futsi Atlético Navalcarnero                          | 4:1 (2:0) | FSF Móstoles       | La Estación, Navalcarnero                                               |                                                                         |
|                                     | Ari 7' · Ame Romero 12' · Anita Luján 21' · Lorrana 32' | Reporte   | Patri Chamorro 34' | Asistencia: 0 espectadores Árbitro(s): Ignacio del Olmo David Fernández | Asistencia: 0 espectadores Árbitro(s): Ignacio del Olmo David Fernández |

#### Alcorcón - Leganés
| 2 de febrero de 2021, 20:00 (UTC+1) | AD Alcorcón FSF | 9:1 (3:0) | CD Leganés FS  | Los Cantos, Alcorcón       |                            |
|                                     | Ballesteros 7' 15' · Pepa Susarte 19' · Vane Sotelo 21' 30' · Puche 24' · Claudia López 28' · Estela Cantero 35' · Irene Samper 38' | Reporte   | Lucía Guti 31' | Asistencia: 0 espectadores | Asistencia: 0 espectadores |

#### San Fernando - Torreblanca Melilla
| 8 de enero de 2021, 20:00 (UTC+1) | CFS Femenino San Fernando | 1:6 (0:4) | Melilla Sport Capital Torreblanca                        | Justo Gómez Salto, San Fernando de Henares |  |
|                                   | Kiki 37' ·                | Reporte   | Emily Marcondes 3' 12' 17' · Fabi Araujo 27' · Julia 28' |                                            |  |

#### Roldán - Universidad de Alicante
| 9 de enero de 2021, 16:00 (UTC+1) | STV Roldán              | 1:3 (1:0) | Universidad de Alicante FSF                        | Gabriel Pérez, Roldán                                                           |                                                                                 |
|                                   | Marta de los Riscos 12' | Reporte   | Elenita 29' · Sara Navalón 35' · Ángela Mingot 40' | Asistencia: 0 espectadores Árbitro(s): Andrés Botella Francisco Javier Castillo | Asistencia: 0 espectadores Árbitro(s): Andrés Botella Francisco Javier Castillo |

## Cuartos de final

### Cuadro
| Local                    | Resultado | Visitante                         |
| ------------------------ | --------- | --------------------------------- |
| AE Penya Esplugues       | 3–5       | Melilla Sport Capital Torreblanca |
| AD Alcorcón FSF          | 2–6       | Universidad de Alicante FSF       |
| Intersala Promesas       | 2–6       | CD Futsi Atlético Navalcarnero    |
| Pescados Rubén Burela FS | 9–2       | Ourense CF Envialia               |

### Partidos

#### Esplugues - Torreblanca Melilla
| 30 de abril de 2021, 20:45 (UTC+2) | AE Penya Esplugues                                  | 3:5 (1:2) | Melilla Sport Capital Torreblanca                | Ciudad del Fútbol de Las Rozas, Las Rozas de Madrid |                                           |
|                                    | Berta Velasco 6' · Pilar Ribes 36' · Cèlia Catà 38' | Reporte   | Bia 5' · Emilly Marcondes 19' 29' 36' · Fabi 40' | Árbitro(s): Lydia Guillem Antonio Navarro           | Árbitro(s): Lydia Guillem Antonio Navarro |

#### Alcorcón - Universidad de Alicante
| 30 de abril de 2021, 18:00 (UTC+2) | AD Alcorcón FSF            | 2:6 (0:2) | Universidad de Alicante FSF                                                       | Ciudad del Fútbol de Las Rozas, Las Rozas de Madrid |                                         |
|                                    | Vane Sotelo 23' · Pepa 32' | Reporte   | Pao 13' · Melli 20' · Rocío Gómez 33' · Elenita 37' · Aitana 38' · Anita Pino 40' | Árbitro(s): Lidia Crespo Diego Martínez             | Árbitro(s): Lidia Crespo Diego Martínez |

#### Intersala Promesas - Futsi Atlético Navalcarnero
| 30 de abril de 2021, 14:00 (UTC+2) | Intersala Promesas       | 2:6 (0:3) | CD Futsi Atlético Navalcarnero                                            | Ciudad del Fútbol de Las Rozas, Las Rozas de Madrid |                                        |
|                                    | Sarah 21' · Ana Sanz 32' | Reporte   | Leti 8' · Gaby 13' 24' · María Sanz 19' · Irene Córdoba 36' · Lorrana 37' | Árbitro(s): Leticia Romero Diego Gallo              | Árbitro(s): Leticia Romero Diego Gallo |

#### Burela - Ourense Envialia
| 30 de abril de 2021, 11:30 (UTC+2) | Pescados Rubén Burela FS                                                                                        | 9:2 (4:1) | Ourense CF Envialia | Ciudad del Fútbol de Las Rozas, Las Rozas de Madrid |                                           |
|                                    | Cami 9' · Luísa Mayara 13' · Ale de Paz 14' · Jane 16' 32' · Dany Domingos 24' · Bea Mateos 26' · Peque 28' 37' | Reporte   | Iria Saeta 12' 32'  | Árbitro(s): Sara Gutiérrez Jorge González           | Árbitro(s): Sara Gutiérrez Jorge González |

## Semifinales

### Cuadro
| Local                       | Resultado | Visitante                         |
| --------------------------- | --------- | --------------------------------- |
| Universidad de Alicante FSF | 2–7       | Melilla Sport Capital Torreblanca |
| Pescados Rubén Burela FS    | 1–0       | CD Futsi Atlético Navalcarnero    |

### Partidos

#### Universidad de Alicante - Torreblanca Melilla
| 1 de mayo de 2021, 16:30 (UTC+2) | Universidad de Alicante FSF      | 2:7 (0:3) | Melilla Sport Capital Torreblanca                 | Ciudad del Fútbol de Las Rozas, Las Rozas de Madrid |                                        |
|                                  | Rocío Gómez 22' · Raquelilla 37' | Reporte   | Emilly Marcondes 9' 16' 25' · Bia 16' 30' 31' 38' | Árbitro(s): Diego Gallo Jorge González              | Árbitro(s): Diego Gallo Jorge González |

#### Burela - Futsi Atlético Navalcarnero
| 1 de mayo de 2021, 19:00 (UTC+2) | Pescados Rubén Burela FS | 1:0 (0:0) | CD Futsi Atlético Navalcarnero | Ciudad del Fútbol de Las Rozas, Las Rozas de Madrid |                                            |
|                                  | Ale de Paz 25'           | Reporte   |                                | Árbitro(s): Diego Martínez Antonio Navarro          | Árbitro(s): Diego Martínez Antonio Navarro |

## Final
| 91          | Bandera de Brasil | Sara Soares       |  |
| 10          | Bandera de España | Lydia Torreblanca |  |
| 19          | Bandera de Brasil | Fernanda de Paula |  |
| 98          | Bandera de Brasil | Bia Souza         |  |
| 99          | Bandera de Brasil | Emilly Marcondes  |  |
| Entrenador: | Entrenador:       | Marcio Santos     |  |

| 1           | Bandera de Brasil | Jozi Oliveira |  |
| 3           | Bandera de Brasil | Dany Domingos |  |
| 7           | Bandera de España | Peque         |  |
| 8           | Bandera de Brasil | Cami Gadeia   |  |
| 12          | Bandera de Brasil | Luísa Mayara  |  |
| Entrenador: | Entrenador:       | Iván Cao      |  |

| 12 | Bandera de Brasil | Julia Oliveira |  |
| 14 | Bandera de Brasil | Fabi Araujo    |  |
| 22 | Bandera de Brasil | Thaís Amaral   |  |
| 27 | Bandera de Brasil | Jacke Oliveira |  |

| 11 | Bandera de Brasil | Jane Marques |  |
| 14 | Bandera de España | Bea Mateos   |  |
| 17 | Bandera de España | Ale de Paz   |  |
| 21 | Bandera de España | Leti Cortés  |  |

| Anotado · Autogol | 24' | Ale de Paz | 1-3 |

| Anotado · Autogol | 8'  | Fabi Araujo   | 0-1 |
| Anotado           | 20' | Dany Domingos | 0-2 |
| Anotado           | 23' | Dany Domingos | 0-3 |

| Amonestado |  | Fernanda |  |

| 91          | Bandera de Brasil | Sara Soares       |  |
| 10          | Bandera de España | Lydia Torreblanca |  |
| 19          | Bandera de Brasil | Fernanda de Paula |  |
| 98          | Bandera de Brasil | Bia Souza         |  |
| 99          | Bandera de Brasil | Emilly Marcondes  |  |
| Entrenador: | Entrenador:       | Marcio Santos     |  |

| 1           | Bandera de Brasil | Jozi Oliveira |  |
| 3           | Bandera de Brasil | Dany Domingos |  |
| 7           | Bandera de España | Peque         |  |
| 8           | Bandera de Brasil | Cami Gadeia   |  |
| 12          | Bandera de Brasil | Luísa Mayara  |  |
| Entrenador: | Entrenador:       | Iván Cao      |  |

| 12 | Bandera de Brasil | Julia Oliveira |  |
| 14 | Bandera de Brasil | Fabi Araujo    |  |
| 22 | Bandera de Brasil | Thaís Amaral   |  |
| 27 | Bandera de Brasil | Jacke Oliveira |  |

| 11 | Bandera de Brasil | Jane Marques |  |
| 14 | Bandera de España | Bea Mateos   |  |
| 17 | Bandera de España | Ale de Paz   |  |
| 21 | Bandera de España | Leti Cortés  |  |

| Anotado · Autogol | 24' | Ale de Paz | 1-3 |

| Anotado · Autogol | 8'  | Fabi Araujo   | 0-1 |
| Anotado           | 20' | Dany Domingos | 0-2 |
| Anotado           | 23' | Dany Domingos | 0-3 |

| Amonestado |  | Fernanda |  |